# Télesphore-Damien Bouchard
Pour les articles homonymes, voir Bouchard.
Télesphore-Damien Bouchard, également appelé T.-D. Bouchard (né le 20 décembre 1881 à Saint-Hyacinthe et mort le 13 novembre 1962 à Westmount), est un journaliste et un homme politique québécois.
Influent commentateur de la région de Saint-Hyacinthe, il a été directeur et propriétaire du Clairon de Saint-Hyacinthe de 1912 à 1959. Actif sur la scène politique québécoise de la première moitié du 20e siècle, il a été maire de Saint-Hyacinthe pendant 25 ans (1917-1930, 1932-1944) et ministre dans les gouvernements de Louis-Alexandre Taschereau et d'Adélard Godbout (1935-1936, 1939-1944).
Défenseur du pouvoir des municipalités, T.-D. Bouchard a joué un rôle important dans la mise en place de l'Union des municipalités de la province de Québec (UMQ). Il a également été le premier président d'Hydro-Québec et sénateur des Laurentides (1944-1962).
Très critique à l'égard de l'Église catholique, des nationalistes comme Henri Bourassa, Lionel Groulx et Maurice Duplessis, il a longtemps incarné l'aile rouge réformiste au sein du Parti libéral. Il a ainsi défendu des mesures comme l'instruction obligatoire et la nationalisation de l'hydroélectricité. Adversaire farouche du trafic d'influence et du favoritisme, y compris au sein de son propre parti, il prônait également un assainissement des mœurs politiques.

## Biographie

### Enfance
Troisième d'une famille de sept enfants, Télesphore-Damien Bouchard vient au monde dans un milieu de condition modeste.
Son père, Damien Bouchard, (1852-1911) était le fils d'une famille d'agriculteurs d'Acton Vale. Garçon de bureau pour le député Honoré Mercier dans les années 1860, il est ensuite devenu tailleur de cuir, puis contremaître de manufacture. Président de l'association locale des Chevaliers du travail, il était également décidé à améliorer son sort. En 1890, il achète le magasin d'alimentation et de spiritueux d'un ami. Intéressé par la politique, il devient organisateur du Parti libéral dans les quartiers ouvriers de Saint-Hyacinthe.
Sa mère, Julie Rivard, meurt alors qu'il n'a que cinq ans. Il est élevé par la seconde épouse de son père, Élisabeth Landry, qu'il considérera toute sa vie comme sa mère.
Fortement marqué par les sympathies libérales de ses parents, Bouchard grandit dans un milieu valorisant l'ascension sociale et la réussite individuelle, mais aussi très critique de l'Église catholique. Cette attitude lui vaudra toute sa vie d'être accusé d'anticléricalisme.

### Études

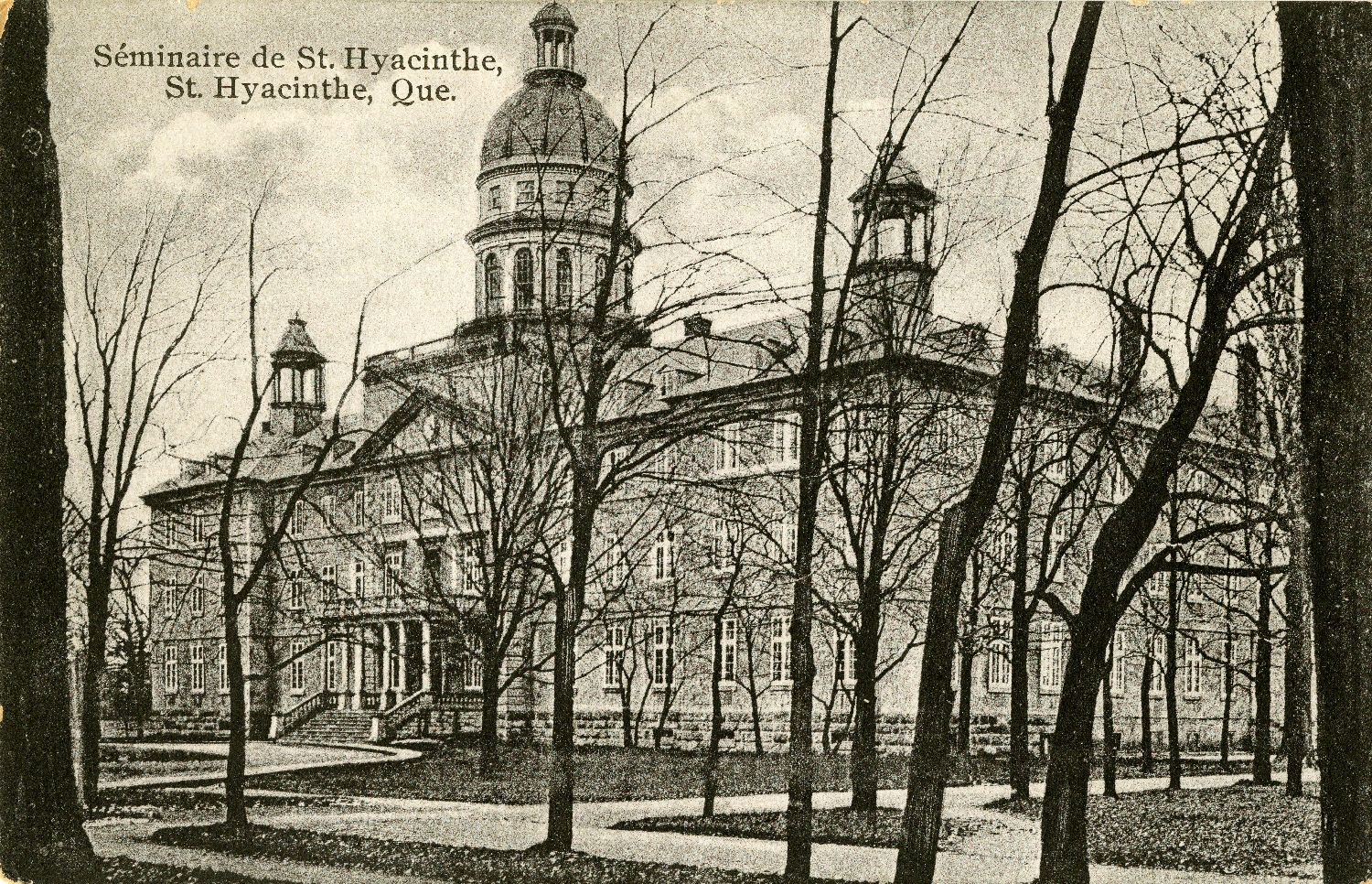
T.-D. Bouchard fait ses études au séminaire de Saint-Hyacinthe.

Bouchard fait ses études primaires à l'Académie Girouard (dirigée par les Frères du Sacré-Cœur) et son cours classique au séminaire de Saint-Hyacinthe. Il termine son cours classique et s'inscrit, en janvier 1903, à la Faculté de droit à l'Université de Montréal. Il abandonne ses études au bout d'un an.

### Journalisme
Bouchard s'oriente tôt vers le journalisme. Durant ses études au séminaire, il signe ses premiers articles dans le journal étudiant La Lyre, puis commence à collaborer comme correspondant local de La Patrie et de La Presse.
Au début du 20e siècle, la presse québécoise est encore très marquée par la rivalité partisane. Les journaux s'identifient tous à un certain parti politique et bénéficient de leur soutien moral et financier. Tout en offrant du contenu informatif, les journaux versent souvent dans la polémique, attaquent leurs adversaires avec virulence et défendent leur parti et ses positions avec autant de vigueur. À cette époque, la région maskoutaine compte trois journaux : Le Courrier de Saint-Hyacinthe (affilié au Parti conservateur), La Tribune (affilié au Parti libéral, modéré mais proche du clergé) et L'Union (qui deviendra plus tard Le Clairon, également affilié au Parti libéral, plus radical que La Tribune).
Prenant part aux polémiques locales, Bouchard est recruté comme éditeur de La Tribune en 1899. Toutefois, son ton percutant et son radicalisme cadrent mal avec la volonté de modération de la direction. L'année suivante, il quitte La Tribune et passe à L'Union. En 1902, il en devient le directeur et le propriétaire.

### Politique

#### Débuts
Par le truchement de ses activités de journaliste, Bouchard fait la rencontre de Jean-Baptiste Blanchet, député fédéral de Saint-Hyacinthe. Animant un groupe de sympathisants libéraux, Blanchet propose à Bouchard d'organiser des rencontres après la messe du dimanche aux locaux de L'Union. Ces rencontres permettent à Bouchard de se tisser un réseau appréciable d'alliés au sein du Parti libéral et de la communauté des gens d'affaires de sa région.
Avec ce groupe, en 1905, Bouchard fait la rencontre du premier ministre Wilfrid Laurier. Cette occasion resserre ses liens avec le Parti libéral et galvanise son animosité envers Henri Bourassa. Comme le résume l'historien Harold Bérubé, à la suite de la controverse de la guerre des Boers, qui fait en sorte que Bourassa quitte le gouvernement de Laurier, Bouchard considère le député rebelle comme un traître incarnant « un nationalisme étroit et inféodé au clergé catholique ».
Tout en cherchant à défendre le Canada français par la défense du bilinguisme et par la collaboration avec la majorité canadienne-anglaise, Bouchard tient néanmoins à combattre l'influence de l'Église catholique au sein de la société. Par ces prises de position, il entre dans de vives polémiques avec ses confrères libéraux cherchant plutôt des compromis avec l'Église et avec des conservateurs et des nationalistes comme Jules-Paul Tardivel, Olivar Asselin et Harry Bernard, le rédacteur en chef du Courrier de Saint-Hyacinthe.

#### Échevin
En 1905, Bouchard se lance en politique municipale et se fait élire échevin (conseiller municipal) de Saint-Hyacinthe. À cette époque, le cumul de fonctions est permis en politique. Ainsi, tout en étant élu, Bouchard « demeure actif comme propriétaire et rédacteur en chef de L'Union et utilise son journal comme plateforme pour défendre ses positions et répondre aux attaques de ses adversaires. […] Il dénonce notamment les exemptions fiscales dont bénéficient les entreprises et les institutions religieuses ». Se familiarisant avec une multitude de dossiers, Bouchard est nommé président du comité des finances de la ville. En 1908, il quitte son poste d'échevin pour devenir greffier de la ville.

#### Député de Saint-Hyacinthe
En 1912, des élections sont déclenchées au Québec. Le Parti libéral de Lomer Gouin est à la recherche de nouveaux candidats. Connu pour sa verve et pour sa connaissance des enjeux locaux, Bouchard est aussitôt choisi comme candidat. Au scrutin du 15 mai 1912, il est élu député de Saint-Hyacinthe à 2 278 voix contre 2 188 pour son adversaire conservateur, Ernest Guimont. Il entame alors une longue carrière de député, qui s'échelonnera jusqu'au milieu de années 1940.

#### Maire de Saint-Hyacinthe
En 1917, alors que la Première Guerre mondiale fait rage et que le Canada se déchire sur la question de la conscription, les alliés de Bouchard l'approchent pour lui proposer de se présenter à la mairie de Saint-Hyacinthe. Il accepte et se fait élire par acclamation. À titre de maire, il veille à uniformiser les pratiques fiscales de la ville, créer et embellir les espaces verts, fonder une station de radio municipale, organiser la tenue de concerts dans les quartiers ouvriers de la ville, fonder une clinique de lutte contre la tuberculose et améliorer les institutions de santé locales.
Le contexte de la fin de la guerre bouleverse toutefois l'économie et la société québécoise. L'industrialisation, la densification des logements et le développement de la circulation automobile transforment les villes. Une plus grande planification des services est exigée partout, notamment en matière d'eau potable, d'électricité, de gaz naturel, de ligne téléphonique et de voies de circulation. C'est dans ce contexte que Bouchard participe à la fondation de l'Union des municipalités de la province de Québec (future UMQ) le 15 décembre 1919. Possédant une fine connaissance des enjeux municipaux, jouissant d'un important réseau de collaborateurs politiques, Bouchard est choisi comme membre du premier conseil exécutif de cette nouvelle organisation.
Bouchard y jouera un rôle prépondérant, notamment en tant que secrétaire-trésorier, jusqu'aux années 1930,.

#### Dissident libéral

À l'époque, le réseau hydroélectrique du Québec est dominé par l'entreprise privée (comme Montreal, Light, Heat & Power).

Tout en défendant la cause du monde municipale au Parlement de Québec, Bouchard défend aussi des idées qui lui tiennent à cœur. Il critique vivement la corruption et le favoritisme de ses collègues et l'emprise écrasante des grandes entreprises d'hydroélectricité. À cette époque, le réseau électrique québécois est dominé par un monopole privé, contrôlé par des financiers canadiens-anglais et des administrateurs qui sont également membres du gouvernement libéral. Cherchant à combattre leur influence pour préserver l'autonomie municipale et mettre fin à leurs pratiques abusives, notamment leurs tarifs très élevés, Bouchard réclame la municipalisation des entreprises hydroélectriques.
Dans le domaine social, Bouchard critique également l'état de l'instruction publique au Québec.Voyant l’éducation comme une clé essentielle pour émanciper les individus, il réclame que celle-ci soit non seulement obligatoire mais aussi débarrassée de tout contenu religieux. Cette position en particulier est vivement critiquée par les autorités religieuses (catholique et protestante), qui cherchent à conserver leur mainmise dans ce domaine, ainsi que par la plupart de ses collègues élus, qui refusent de voir l'État s'immiscer dans ce domaine.
Par ces prises de position, Bouchard se découvre de nombreux adversaires, y compris au sein de son parti. Aux élections de 1919, le Parti libéral lui retire son soutien et appuie contre lui dans Saint-Hyacinthe un candidat libéral indépendant, Armand Boisseau. Bouchard est alors chassé de son siège de député mais prend sa revanche et se fait réélire aux élections de 1923.

#### Membre des gouvernements Taschereau et Godbout
De retour à l’Assemblée législative, Bouchard continue à défendre ses idées malgré l'opposition qu'il rencontre au sein de son propre parti. Ainsi, en 1928, lorsqu'il propose un nouveau projet de loi pour la municipalisation de l’électricité, le premier ministre Louis-Alexandre Taschereau sabote les efforts du député pour éviter qu’il y ait débat sur la proposition. Afin de « l’occuper à autre chose », il nomme également Bouchard « orateur » (président) adjoint de l'Assemblée. En 1930, il devient orateur principal.
La crise économique des années 1930 donne une nouvelle pertinence aux idées de Bouchard. À la suite des élections de 1931, un nombre croissant de libéraux réclament des changements importants pour moderniser la politique du gouvernement. En 1934, un groupe de libéraux mécontents quittent les rangs et fondent un nouveau parti, l'Action libérale nationale. Ce parti s'allie avec le Parti conservateur lors des élections de 1935, réussit à faire élire un grand nombre de députés et forme une opposition puissante face au gouvernement Taschereau. Afin d'atténuer la dissension dans son parti, Taschereau nomme Bouchard ministre des Affaires municipales, de l'Industrie et du Commerce.
Au printemps 1936, Maurice Duplessis mène une enquête au Comité des comptes publics. Dans le cadre de cette enquête, il révèle les pratiques abusives du gouvernement libéral. Ces révélations s'avèrent particulièrement embarrassantes Taschereau. Poussé à la démission, malgré un mouvement en faveur de Bouchard, Taschereau cède sa place à son ministre de l'Agriculture Adélard Godbout, qui conserve Bouchard dans son gouvernement, le temps de déclencher de nouvelles élections à l'été suivant. Cependant, aux élections de 1936, le Parti libéral est défait par l'Union nationale, dirigé par Duplessis.

#### Chef de l'Opposition
À la suite des élections, les libéraux sont renvoyés dans l'opposition. Godbout étant battu dans sa propre circonscription, le parti est alors dirigé à l'Assemblée législative par Bouchard,  qui agit comme chef de l'Opposition face au premier gouvernement de Duplessis.
Bouchard critique sévèrement le nouveau premier ministre, en particulier à la suite de l'abandon de la plupart des réformes proposées durant les élections. En 1938, le Parti libéral tient un congrès, le premier de son histoire. Au cours de cet événement, le parti adopte un nouveau programme comprenant plusieurs des réformes prônées par Bouchard, notamment l'étatisation de l'hydroélectricité et l'instruction obligatoire. Sans être, au sein de son parti, le principal défenseur du droit de vote des femmes, il est toutefois ouvert aux demandes allant en ce sens.
À l'automne 1939, Duplessis déclenche des élections anticipées pour de prendre de court ses adversaires sur la question de la conscription et de l'autonomie provinciale. Grâce au soutien de ses alliés fédéraux, le Parti libéral reprend le pouvoir à Québec.

#### Ministre
À la suite de la victoire de 1939, Bouchard est récompensé en devenant ministre dans le nouveau gouvernement d'Adélard Godbout. Il se retrouve avec le titre de ministre des Travaux publics et de la Voirie. Tel que promis durant la campagne électorale, le nouveau gouvernement décide d'accorder le droit de vote aux femmes. En 1942, Godbout retire le portefeuille du ministère des Travaux publics à Bouchard, à la demande d'autres députés trouvant leur collègue trop rigoureux dans son octroi de fonds publics. Cette volonté d'écarter Bouchard des postes de décision le rend très amer, mais Il demeure ministre de la Voirie jusqu'en 1944. 

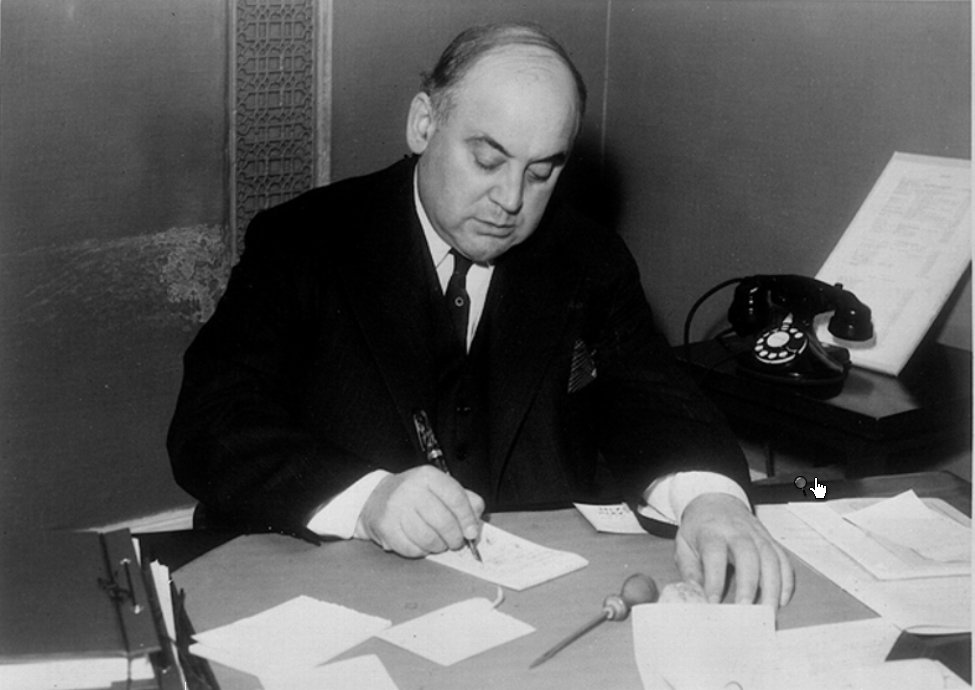
Bouchard au travail en tant que ministre des Travaux publics, en 1942

#### Sénateur
Le 7 mars 1944, Bouchard est nommé sénateur de la division des Laurentides. Le même mois, à la suite de la création d'Hydro-Québec, le gouvernement le nomme comme premier président de la nouvelle entité. Toutefois, son mandat est de courte durée.

##### Discours du 21 juin 1944
Le 21 juin 1944, Bouchard prononce son discours inaugural de sénateur. Dans ce discours prononcé presque exclusivement en anglais, il dénonce l'état de l'enseignement en s'en prenant aux manuels d'histoire utilisés dans les écoles. Critiquant l'influence de l'Ordre de Jacques-Cartier et des nationalistes canadiens-français, Bouchard réclame qu'un seul et même manuel scolaire soit utilisé partout au Canada pour les francophones et les anglophones.
Ce discours provoque une vive polémique au sein de la population et dresse non seulement les nationalistes mais aussi la plupart des membres de son parti contre lui. Répondant à ses critiques, à la veille des élections de 1944, Godbout choisit de démettre Bouchard de ses fonctions de président d'Hydro-Québec.

#### Fin de carrière
Au fil des années 1950, Bouchard continue à militer pour une meilleure unité canadienne. Il demeure également actif dans le monde de la presse écrite et publie des articles dans différents journaux, notamment Le Haut-parleur de 1950 à 1953. Conservant sa verve et ses convictions libérales, il publie ses Mémoires en 1960.
Fatigué et malade, Bouchard meurt à sa demeure de Westmount en 1962 à l'âge de 80 ans.

## Vie personnelle
Bouchard épouse Marie-Blanche-Corona Cusson le 12 mai 1904. Ils ont trois enfants, dont un seul survit jusqu'à l'âge adulte, leur fille Céline-Éna.

## Œuvres
- L'instruction obligatoire : discours prononcé à l'Assemblée législative le 26 novembre 1912, L'imprimerie Yamaska, 1912, 35 p.
- Les Compagnies de prêt coopératif : discours prononcé à l'Assemblée législative, le mercredi 26 novembre 1913, L'imprimerie Yamaska, 1913, 27 p.
- Les Libéraux et l'instruction publique dans la province de Québec : discours prononcé au Club de Réforme, le samedi 18 mars 1916, L'imprimerie Yamaska, 1916, 48 p.
- Le Rachat des rentes seigneuriales : discours prononcé à la Législature de Québec le mercredi, 17 février 1926, L'imprimerie Yamaska, 1926, 19 p.
- La Régie publique et l'exploitation des forces hydro-électriques, L'imprimerie Yamaska, 1928, 11 p.
- Projet de règlement modèle de l'Union des municipalités de la province de Québec concernant la circulation sur la voie publique, L'imprimerie Yamaska, 1929, 32 p.
- Retour d'Espagne : discours prononcé au Cercle universitaire de Montréal, le samedi, 8 juin 1929, L'imprimerie Yamaska, 1929, 24 p.
- Discours prononcé le 8 août 1931 à Saint-Hyacinthe, L'imprimerie Yamaska, 1931, 20 p. Consulté le 22 mai 2023.
- Pourquoi on manque de travail et les taxes doivent être augmentées? : reproduction de quelques articles destinés à ceux qui s'intéressent à la bonne administration de la ville de Saint-Hyacinthe, L'imprimerie Yamaska, 1932, 30 p.
- Saint-Hyacinthe et son nouveau système d'aide aux sans-travail : conférence prononcée par le maire de St-Hyacinthe à la convention de l'Union des municipalités de la province de Québec, à sa séance du vendredi 22 juillet, 1932, L'imprimerie Yamaska, 1932, 16 p.
- La Municipalisation de l'électricité à Saint-Hyacinthe : discours prononcé par le maire de St-Hyacinthe au Théâtre Corona le lundi soir, 9 octobre 1933, L'imprimerie Yamaska, 1933, 29 p.
- Républicanisme contre caciquisme : discours prononcé au Club Rotary de Québec, le 14 mars 1933, L'imprimerie Yamaska, 1933, 23 p.
- L'électricité dans la province de Québec : Mémoire de l'Union des municipalités soumis à la commission de l'électricité par T.-Damien Bouchard le 22 octobre 1934, L'imprimerie Yamaska, 1934, 100 p.
- La Domination des trusts électriques : conférence prononcée au Palais Montcalm de Québec, le 11 juin 1934, sur l'invitation de la Ligue des consommateurs d'électricité, L'imprimerie Yamaska, 1934, 53 p.
- Plan d'assistance aux travailleurs nécessiteux et de résorption du chômage par la création de travaux utiles, L'imprimerie Yamaska, 1936, 7 p.
- Les quatre périodes du Régime Duplessis : discours prononcé par l'Honorable T.-D. Bouchard, chef parlementaire de l'Opposition, à l'Assemblée législative, lors d'un dîner-causerie donné au Club de réforme, de Montréal, le 13 février 1937, L'imprimerie Yamaska, 1937, 34 p.
- Le Sabotage de la représentation populaire : discours prononcé par le chef de l'opposition parlementaire, à l'Assemblée législative, le jeudi 26 janvier 1939 en réponse à l'adresse au discours du trône, L'imprimerie Yamaska, 1939, 53 p.
- Le Régime du gaspillage : critique du budget par le chef de l'opposition parlementaire à l'Assemblée législative, le 7 mars 1939, L'imprimerie Yamaska, 1939, 35 p.
- Le nouveau mode administratif de la cité de Montréal : causerie prononcé par l'Honorable T. D. Bouchard, ministre de la voirie et des travaux publics, devant le Comité des citoyens de Montréal, à l'hôtel Mont-Royal, le 22 septembre 1941, L'imprimerie Yamaska, 1941, 24 p.
- Si nous voulons être de véritables patriotes : conférence prononcée au Club Kiwanis St-Laurent, à l'Hôtel Ritz-Carlton, à Montréal, le 17 décembre 1941, L'imprimerie Yamaska, 1941, 60 p.
- Discours de l'Honorable T.-D. Bouchard prononcé le 11 octobre 1942, à l'occasion du 25ième anniversaire de sa première élection à la mairie de Saint-Hyacinthe, L'imprimerie Yamaska, 1942, 19 p.
- L'instruction obligatoire : discours prononcé à l'Assemblée législative par l'Honorable T.-D. Bouchard, ministre de la voirie, le mardi, 4 mai 1943, L'imprimerie Yamaska, 1943, 35 p.
- Conseils aux administrateurs municipaux : Discours de l'Honorable T.-D. Bouchard, prononcé le 11 mai 1943 au congrès de l'Association des Officiers de finances municipales des États-Unis et du Canada, L'imprimerie Yamaska, 1943, 15 p.
- Pourquoi il faut municipaliser la pasteurisation et contrôler la distribution du lait à Saint-Hyacinthe, L'imprimerie Yamaska, 1943, 22 p.
- L'Institut démocratique canadien, L'imprimerie Yamaska, 1943, 28 p.
- L'Enseignement de l'histoire : discours prononcé au Sénat le 21 juin 1944, L'imprimerie Yamaska, 1944, 30 p.
- Les adieux de l'Honorable T. D. Bouchard à l'expiration de son terme d'office comme maire de Saint-Hyacinthe, L'imprimerie Yamaska, 1944, 7 p.
- Premières misères, L'imprimerie Yamaska, 1950, 28 p.
- Mémoires, Éditions Beauchemin, 1960, 3 vol.